# Les Botigues de Sitges
Les Botigues de Sitges és un poble del municipi de Sitges al límit del seu terme municipal amb Castelldefels. Destaca per la seva proximitat al mar, la seva platja (anomenada de Les Botigues) i pel Port Ginesta, port esportiu inaugurat el 1986 i que el 2007 es convertí en el més gran de Catalunya. El 7 de setembre de 2010, a la desena etapa de la Volta Ciclista a Espanya, la cursa va fer el seu pas pel cim del Rat Penat, urbanització de Les Botigues, i va ser catalogat com a port de primera categoria, 4,4 quilòmetres de pujada, un desnivell de 455 metres i un pendent mitjà del 10,3%.

## Història
L'origen de la segregació d'aquest territori del que després seria la comarca del Baix Llobregat és a mitjans del segle xii, quan el territori entre la Falconera i la Cova Fumada passà a formar part del monestir de Sant Vicenç del Garraf (o de Pedrabona), malgrat haver format part anteriorment del terme de la Baronia d'Eramprunyà (un ens centrat al contemporani Gavà i que a més abastava els actuals Begues, Castelldefels, Viladecans i Sant Climent de Llobregat i part de Sitges i Sant Boi de Llobregat).
Així, l'any 1163 el rei Alfons el Cast feu donació del territori per a la fundació d'un priorat canonical a Sant Vicenç del Garraf seguint la regla de Sant Agustí. L'emplaçament del monestir es pensa que fou el de l'actual masia de Can Lluçà, a prop de Campdàsens, però que l'historiador local Rafael Mateos ubica a l'anomenat als mapes Castellet, prop del poblet de Garraf, on tothom el coneix com a Castellot. D'entre les donacions que va rebre el monestir, el 22 d'abril del 1184 Ramon Bremon i la seva esposa Ermessenda feren donació de l'alou que tenien al lloc dit Vilar d'Esperan (o Vilar Desperan, que podria significar vilar de la pedra), és a dir, l'actual Botigues, que seria, llavors, un barri o poblat mariner de Castelldefels. Per tant, un territori vinculat a la baronia d'Eramprunyà i a l'església de Santa Maria de Castelldefels.
El 1382 el monestir ja era en franca decadència i algunes dependències es trobaven en ruïna. Poc temps després, el 1413, el darrer prior feu donació a la Pia Almoina de la Seu de Barcelona per por de les incursions dels pirates. Això assenyalà la vinculació definitiva del territori de les Botigues a la vila de Sitges, donat que La Pia Almoina ja era la senyora feudal de Sitges des del 1342 i de Campdàsens i Garraf des del 1394.
El nom de Les Botigues prové de les barraques on els pescadors guarden l'ormeig, els estris de pesca.